# Liste der australischen Botschafter in Spanien
Liste der australischen Botschafter in Spanien.

## Missionschefs
1969: Aufnahme diplomatischer Beziehungen
- Lawrence John Lawrey (1969–1971)[1]
- D. McCarthy (1972–1976)
- Hugh Gilchrist (1977–1979)
- K.H. Rogers (1980–1984)
- D.G. Wilson (1985)
- Harry Jenkins, Sr. (1986–1988)[2][3][4]
- H.C. Mott (1989–1991)
- Warwick Pearson (1992–1996)
- Richard Starr (1997–2000)
- Tim George (2000–2003)[5]
- Susan Tanner (2003–2006)[6]
- Noel Campbell (2006–2010)[7]
- Zorica McCarthy (2010–2013)[8]
- Jane Hardy (2013–2014)[9][10]
- Virginia Greville (2015–)[11][12]